# Tiradentes, Minas Gerais
Tiradentes là một đô thị thuộc bang Minas Gerais, Brasil. Đô thị này có diện tích 83,209 km², dân số năm 2007 là 6547 người, mật độ 79,7 người/km².